# Ville-en-Blaisois

Ville-en-Blaisois este o comună în departamentul Haute-Marne din nord-estul Franței. În 2009 avea o populație de 176 de locuitori.

## Evoluția populației
| An        | 1975 | 1982 | 1990 | 1999 | 2006 | 2009 |
| --------- | ---- | ---- | ---- | ---- | ---- | ---- |
| Populație | 211  | 188  | 168  | 155  | 174  | 176  |